# RUM-139 Vertical Launch ASROC
RUM-139 Vertical Launch ASROC (RUM-139 VL-ASROC) – pochodna przeciwpodwodnej rakietotorpedy RUR-5 ASROC, wyposażoną w nową jednostkę napędową na paliwo stałe z wektorowanym ciągiem, umożliwiającą też odpalenie pocisku z pionowej wyrzutni okrętowej Mk 41 VLS. Człon torpedowy RUM-139 VL stanowi torpeda Mark 46 MOD 5 oraz Mark 50 z głowicami konwencjonalnymi. Pociski ASROC tego typu znajdują się m.in. na wyposażeniu okrętów typu Arleigh Burke oraz Ticonderoga.

## Geneza
Powodem powstania RUM-139 VL była konieczność zapewnienia pociskowi ASROC możliwości pionowego startu z nowych wyrzutni okrętowych typu Mk-41 VLS. System takiego pocisku miał zapewniać szybki czas reakcji oraz możliwość działania w każdych warunkach pogodowych w sposób dający używającemu go okrętowi przewagę bojową nad przeciwnikiem. Pocisk tego systemu zaopatrzony jest w silnik rakietowy na paliwo stałe z wektorowanym ciągiem, co pozwala na zmianę trajektorii pocisku w locie i precyzyjne naprowadzenie go na założony punkt dostarczenia do wody konwencjonalnej torpedy.
We wczesnych latach osiemdziesiątych, Marynarka Wojenna Stanów Zjednoczonych  postanowiła zamienić powierzchniowe systemy RUR-5 ASROC oraz wystrzeliwane spod wody pociski UUM-44 Subroc nowym pociskiem - planowanym RUM/UUM-125 Sea Lance ASW-SOW (Anti-Submarine Warfare Stand-Off Weapon). W związku jednak z trudnościami technicznymi i finansowymi programu tego pocisku, postanowiono, że program rozwijany będzie jedynie w zakresie pocisku wystrzeliwanego spod wody (UUM-125A).  Dla okrętów nawodnych, jako prosta pochodna jedynie zaprojektowany miał być - tymczasowy - pocisk kompatybilny z nowoczesnymi wyrzutniami Mark 41 VLS. Kontrakt na pełnoskalowy program rozwojowy tego pocisku udzielony został w roku 1983 Goodyear Aerospace, przejętemu następnie przez Loral, którego cześć obronna została ostatecznie przejęta przez Lockheed Martin
Testy nowego pocisku rozpoczęto w 1986 r., planowano zaś wprowadzić go do służby w roku 1989. W 1988 roku jednak program został zatrzymany, kiedy na powrót zdecydowano o rozwoju nawodnej wersji pocisku Sea Lance (RUM-125A). Program Vertical Launched Asroc pozostawał wstrzymany aż do roku 1990, kiedy to anulowany został cały program Sea Lance. We wczesnych latach dziewięćdziesiątych podjęto co prawda próbę reaktywowania programu ostatniego z tych pocisków, jednakże bez negatywnych skutków dla programu VL-ASROC. Ostatecznie, RUM-139A wszedł do służby na okrętach US Navy w 1993 roku.

## Konstrukcja
VL-ASROC opiera się na rakiecie pocisku RUR-5 ASROC w której zainstalowano całkowicie nowy startowy silnik rakietowy na paliwo stałe, a do bezwładnościowego systemu nawigacyjnego dodano cyfrowego autopilota który koryguje trajektorie lotu używając do tego celu dyszy silnika napędowego o zmiennym wektorze ciągu. Wprowadzenie do pocisku autopilota umożliwiło bardziej precyzyjne sterowanie lotem, a także lot po spłaszczonej trajektorii - co z kolei umożliwia unikniecie błędów spowodowanych silnymi wiatrami na dużych wysokościach. Podobnie jak w RUR-5, zasięg pocisku kontrolowany jest przez odcięcie zasilania silnika napędowego i rozdzielenie pocisku nad zaplanowanym punktem wejścia w wodę. VL-ASROC przenosi lekką samonaprowadzającą się torpedę, której lot po oddzieleniu od rakiety jest spowalniany i stabilizowany przez system spadochronowy.